# Черноврат гмурец
Черновратият гмурец (Podiceps nigricollis) е птица от семейство Гмурецови (Podicipedidae). Среща се и в България.

## Размножаване
Първи севедения за разпространението на вида в България през размножителния сезон съобщава орнитологът Николай Боев. Те се отнасят за околностите на селата Кумарица и Челопечене (Софийско), Белославското езеро и езерото Сребърна